# آگاپه

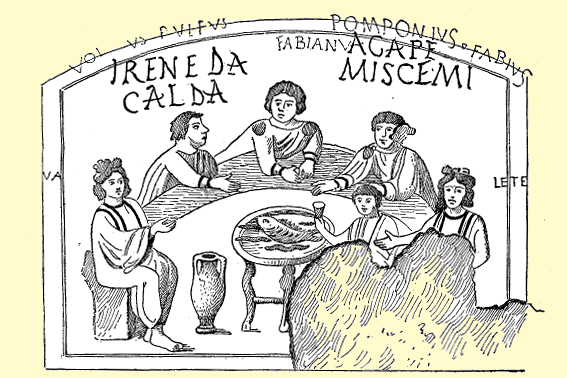
«Agape feast»

آگاپه (به یونانی باستان: ἀγάπη) یکی از پنج واژه ایست که یونانی‌ها برای عشق به کار می‌برند و هر کدام از این واژه‌ها کاربرد مختلفی دارند. کلمه‌ای است به اشکال مختلف توسط یک نوع از منابع معاصر و باستان مورد استفاده قرار گرفته، برای مثال در آثار نویسندگانی که کتاب مقدس را نگارش کرده‌اند این کلمات به چشم می‌خورند. برخی تصور می‌کردند این واژگان بی قید و شرط برای کاربردهای الهی می‌آیند. پائولو کوئلیو در کتاب خاطرات یک مغ (The Pilgrimage) از آن به عنوان «عشقی که می‌بلعد» یاد می‌کند بدین معنا که فرد را در خود غرق می‌کند و بالاترین درجه از عشق است. به نظر پائولو آگاپه خود بر دو گونه است، نوعی از آگاپه که به عرفان و عشق ورزی به خداوند است و گونه‌ای دیگر که به شیفتگی مربوط می‌شود؛ و از نظر باستانیان، شیفتگی به معنای خلسه، جذبه و پیوند با خداوند است.